# N97 (België)
De N97 is een gewestweg in de Belgische provincie Namen. Deze weg vormt de verbinding tussen Philippeville en Havelange.
De totale lengte van de N97 bedraagt ongeveer 59 kilometer.
De weg gaat met het viaduct Karel de Grote (Viaduc Charlemagne) nabij Dinant over de Maas. Met 80 meter is dit het hoogste viaduct van België.

## Plaatsen langs de N97
- Philippeville
- Vodecée
- Rosée
- Morville
- Anthée
- Gerin
- Onhaye
- Anseremme
- Dréhance
- Boisselles
- Achêne
- Fays
- Ciney
- Biron
- Emptinne
- Hamois
- Bormenville
- Havelange

## N97a
De N97a is een aftakking van de N97 in Philippeville. De 700 meter lange route verbindt de N40 via de N40c met de N97 via de Rue de Namur.